# Carbon Farming
Carbon Farming ist ein Konzept der regenerativen Landwirtschaft zur Kohlenstoffanreicherung in landwirtschaftlich genutzten Böden. Die Grundidee liegt dabei in der CO2-Abscheidung und -Speicherung in den Boden.

## Konzept
Durch intensive Bodenbearbeitung, Überbewirtschaftung und Überdüngung werden verstärkt im Boden gebundene Treibhausgase freigesetzt. Durch Maßnahmen des Carbon Farming soll langfristig mehr Kohlenstoff im Boden gehalten und in diesen zurückgeführt werden.
Zu den wesentlichen Verfahren gehören:
- Bodenschonende Bearbeitungsverfahren zum Aufbau von Humus
- Verbesserte Fruchtfolge zur Regeneration des Ackerbodens
- Anbau von Pflanzensorten mit starker Durchwurzelung des Bodens
- Anbau und Verwendung von Untersaaten zur Durchwurzelung und zum Erosionsschutz
- Einführung und Ausbau der Agroforstwirtschaft zur Durchwurzelung, zum Erosionsschutz und zur Wasserspeicherung
- Einlagerung von Kohlenstoff, z. B. durch Einbringen von Pflanzenkohle in den Boden

Zu den größten Herausforderungen gehört die Permanenz der Kohlenstoffbindung. Eingelagerte Kohlenstoffe sollen möglichst dauerhaft im Boden verbleiben. Dies spielt auch eine wichtige Rolle, wenn die Kohlenstoffeinlagerung als sogenannte Negativ-Emission in ein System zum Emissionsrechtehandel (ETS) einbezogen werden soll.

## Forschungs- und Pilotprojekte
In Deutschland sind u. a. das Thünen-Institut und das 3N Kompetenzzentrum an der Erforschung und Förderung von „Carbon Farming“ beteiligt.
Auf europäischer Ebene wird diskutiert, wie Anreize für „Carbon Farming“ politisch implementiert werden können. Als Anreiz für Landwirte stehen für die Kohlenstoffbindung vergebene Emissionszertifikate sowie die Zertifizierung von Produkten, welche „Carbon Farming“ zur Grundlage haben, im Fokus der Diskussion.
Interreg fördert derzeit eine Partnerschaft zwischen Forschung, Beratungen, Verbänden und landwirtschaftlichen Betrieben aus den Niederlanden, Belgien, Deutschland und Norwegen in der Nordseeregion.
Die internationale Initiative 4per1000, die 2015 in Frankreich während der Klimarahmenkonvention (UNFCCC – COP21) begründet wurde, setzt sich für eine nachhaltige Bodennutzung ein. Dabei werden Konzepte, die agroökologische Praktiken verwenden, um eine Kohlenstoffanreicherung in landwirtschaftlich genutzten Flächen zu erhöhen, vorgestellt und umgesetzt. Verschiedene Interessengruppen, Regierungen, Unternehmen, NGOs, Forschungseinrichtungen u. a. schlossen sich dem Netzwerk an, um diese im Rahmen des Aktionsplans von Lima-Paris zu vernetzen.